# Stadion Yadegar Emam
Yadegar Emam – wielofunkcyjny stadion w Tebrizie, w Iranie. Został wybudowany w 1996 roku. Obiekt może pomieścić 80000 widzów. Swoje spotkania rozgrywają na nim drużyny Saba Kom i Teraktoru Sazi Tebriz.